# Klaus Sletting Jensen
Klaus Sletting Jensen, danski rokometaš, * 11. oktober 1963.
Leta 1984 je na poletnih olimpijskih igrah v Los Angelesu v sestavi danske rokometne reprezentance osvojil 4. mesto.